# Sandalenlücke

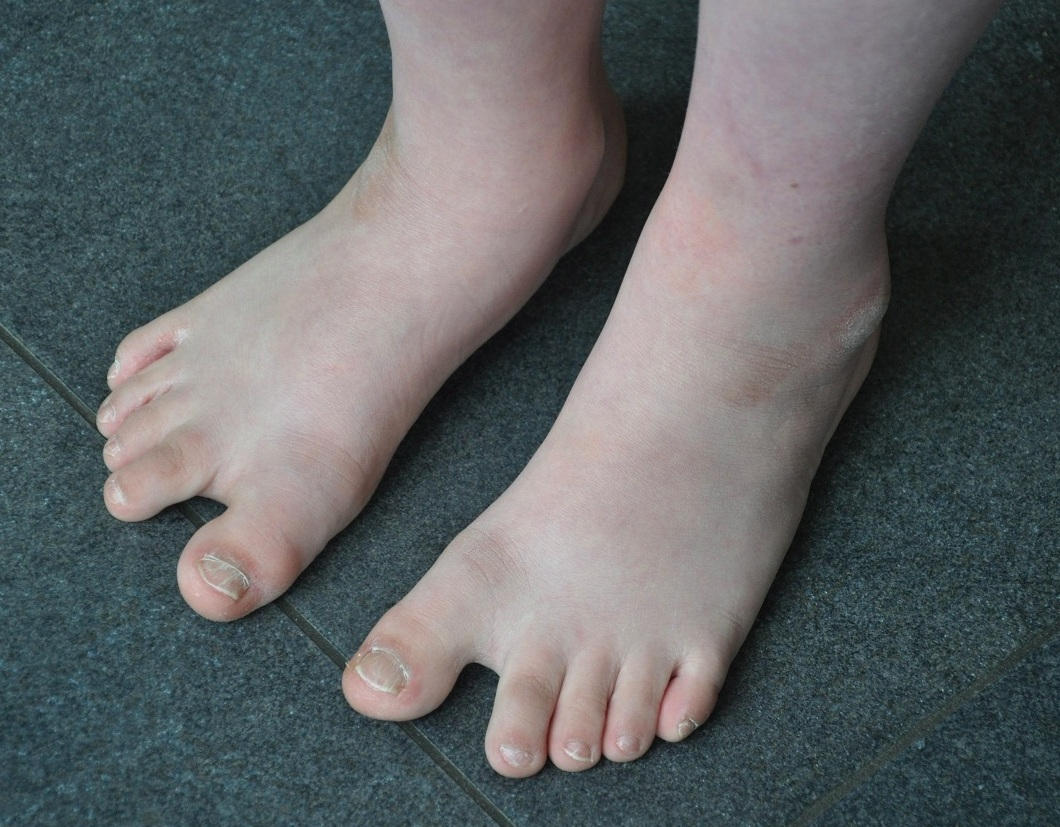
Sandalenlücke bei einem zehnjährigen Jungen mit Down-Syndrom

Unter einer Sandalenlücke, auch unter dem Synonym Sandalenfurche bekannt, versteht man das Vorliegen eines unüblich großen Abstands zwischen der ersten und der zweiten Zehe (1. und 2. Strahl) beim Menschen, der durch eine nach außen versetzte Position der großen Zehen entsteht. Der Ausdruck Sandalenlücke bzw. -furche leitet sich davon ab, dass es Sandalen gibt, die hauptsächlich durch einen Riemen zwischen der ersten und zweiten Zehe am Fuß gehalten werden, das sind sogenannte Zehenstegsandalen wie beispielsweise die Flip-Flops.
Eine Sandalenlücke schränkt die Beweglichkeit und Funktionsfähigkeit des Fußes nicht ein, so dass eine medizinische Korrektur nicht notwendig ist.
Das Vorliegen einer Sandalenlücke gilt in der Pränataldiagnostik als sonografischer Softmarker für Trisomie 8, Pätau-Syndrom (Trisomie 13), Edwards-Syndrom (Trisomie 18) und Down-Syndrom (Trisomie 21); es können aber auch Menschen ohne solche Besonderheiten eine Sandalenlücke haben.